# Sara Carrigan
Sara Carrigan, née le 7 septembre 1980 à Gunnedah en Nouvelle-Galles du Sud est une ancienne coureuse cycliste australienne, membre de l'équipe Lotto - Belisol Ladiesteam. Lauréate de la Geelong World Cup en 2003, elle a été sacrée championne olympique de la course en ligne en 2004 à Athènes.
Cette performance lui a valu de recevoir la médaille de l'ordre d'Australie (OAM) en 2005. Elle a également été élue cycliste féminine australienne de l'année en 2002, 2003 et 2004.
Sara Carrigan a mis fin à sa carrière à la fin de l'année 2008.

## Palmarès
- 2003
  - Geelong World Cup
- 2004
  -  Championne olympique de la course en ligne
  - 3e du championnat d'Australie sur route
- 2005
  - 2e du championnat d'Australie du contre-la-montre
  - 2e du championnat d'Australie sur route
  - 3e du Tour de Castille-et-Leon
- 2006
  - 4e étape de la Bay Classic
  -  Médaillée de bronze du contre-la-montre aux Jeux du Commonwealth
  - 2e du championnat d'Australie du contre-la-montre
  - 2e du championnat d'Australie sur route
- 2007
  - 5e étape du Tour de Nouvelle-Zélande
- 2008
  - 5e étape de la Bay Classic
  - 2e du championnat d'Australie du contre-la-montre
  - 3e du championnat d'Australie sur route

## Classements mondiaux
| Année                                 | 1999 | 2000 | 2001 | 2002 | 2003 | 2004 | 2005 | 2006 | 2007 | 2008 |
| ------------------------------------- | ---- | ---- | ---- | ---- | ---- | ---- | ---- | ---- | ---- | ---- |
| Classement UCI                        | nc   | nc   | 32e  | 18e  | 10e  | 13e  | 44e  | 93e  | 92e  | 91e  |
| Coupe du monde                        | 71e  | nc   | 29e  | nc   | 4e   | 33e  | 44e  | nc   | nc   | nc   |
|                                       |      |      |      |      |      |      |      |      |      |      |
| Légende : nc = non classéSource : UCI |      |      |      |      |      |      |      |      |      |      |

## Distinctions
- Cycliste sur route australienne de l'année en 2002, 2003 et 2004[2]
- Temple de la renommée du cyclisme en Australie